# 青竹回憶
青竹回憶（日语：バンブーメモリー），是日本純種競賽馬匹。生涯活躍於短途至一哩賽事，曾贏得1989年安田紀念及1990年短途馬錦標。

## 出賽前
1985年5月14日出生於北海道浦河町青竹牧場，馬主名義則登記爲牧場負責人竹田辰一。
其後交由栗東訓練中心練馬師武邦彥訓練。

## 競賽生涯

### 3歲（現2歲）
1987年11月出戰京都競馬場的3歲戰新馬，獲得第五，其後再次於京都競馬場出戰3歲新馬戰，獲得第二。
於第三場賽事3歲未勝利終於獲勝，成功進入條件戰級別。

### 4歲（現3歲）
進入1988年後，其因爲馬蹄無力的原因，本年度主要出戰泥地賽事。
其一直於條件戰中打滾，起初出戰六場條件戰雖然只獲得兩場勝利，但所有賽事均能進入三甲。
贏得條件戰桃山特別後，於1400萬獎金以下條件戰港灣人工島錦標及聖誕老人讓賽中均未能獲勝，最終於未能脫出條件戰級別下結束了4歲生涯。

### 5歲（現4歲）
其後於1989年年初出戰多四場條件戰均未能獲勝，陣營開始考慮安排其轉戰草地賽事，以驗證是否因適性問題影響表現。
4月8日出戰條件戰道堀頓錦標，爲其首次出戰草地賽事。其最終成功爆發全場最佳末腳，獲得以5馬位優勢第一。
於公開賽絲路錦標獲得季軍後，隨即於一星期後以連戰姿態出戰生涯首場一級賽安田紀念。即使本次比賽於衆多名馬避戰下缺乏爭標分子，但由於青竹回憶不佳的戰績，其仍然僅獲第十人氣。比賽開始後，處於第十四檔大外檔的青竹回憶並未加速搶佔位置，而是停留於最後方等待時機，並一直保持此節奏直至進入最後直路。進入直路後，由於受到爛地的影響，馬群行進步速偏慢，但由於青竹回憶此前於泥地賽事歷戰，並末受太多影響。騎師岡部幸雄指揮其避開體力不支的馬匹，巧妙地轉移至外檔並發力衝刺，最終青竹回憶成功一穿十，以1/2馬位爆冷奪冠。
其後青竹回憶繼續出戰各項草地分級賽，於寶塚紀念獲得第五，而在高松宮盃上則敗於目白雅丹獲得第二。
10月29日出戰天鵝錦標，最後直路再一次爆發末腳以3馬位戰勝對手。
其後出戰一哩冠軍賽，將和此前於秋季天皇賞憾負超級溪流的「灰毛怪物」小栗帽決戰。比賽開始後，騎師武豐指揮青竹回憶進佔中團位置，緊緊地追趕小栗帽。進入最後直路後，其率先衝出並領先，直至最後200米時，其經已領先小栗帽2馬位。但此時，小栗帽於其騎師南井克巳的鞭策下終於加速，並和青竹回憶平頭。兩駒隨即一直交戰至終點線前，最終於照片判定下，青竹回憶以鼻位差距落敗。
由於本年度其於安田紀念以及一哩冠軍賽的優秀表現，於年末評選中以102票當選最佳短途馬。

### 6歲（現5歲）
1990年初，陣營原本安排其出戰京都金盃，但因爲蕁麻疹發作而作罷。
其後以京王盃春季盃作爲復出戰，獲得第一人氣，卻以第五名敗北。
5月13日出戰安田紀念，卻因爲於最後直路缺乏加速動力而目送前方的小栗帽，以第六草草收場。
6月出戰寶塚紀念，再一次只能於後方目送「平成三強」的激鬥，而自身則以第六完賽。
其後其並未於夏季放草，而是出戰兩場二級賽CBC賞及高松宮盃。回復狀態的青竹回憶先於CBC賞獲得第二，其後更在高松宮盃中，在慢閘的狀態下爆發末腳，反超前方馬匹2馬位獲勝。
陣營見青竹回憶狀態恢復，遂安排其以秋季天皇賞爲目標，出戰10月7日的前哨戰每日王冠。本次比賽，青竹回憶雖然未能好好發揮，但至少獲得第五入板的成績。
10月28日出戰秋季天皇賞，獲得第四人氣。比賽開始後，其繼續選擇留於中團的戰術，並於最後直路加速衝刺。然而，本次比賽其之衝刺只堅持到最後150米，最終被後上的八重無敵及目白雅丹超過，獲得第三。
完成秋季天皇賞後，其出戰一哩冠軍賽。本次比賽，青竹回憶再次停留於中團位置，並於最後直路加速。但於最後直路上，後上的第十人氣Passing Shot以更凌厲的速度衝刺，最終爆冷擊敗青竹回憶。巧合的是，當初青竹回憶以第十人氣爆冷奪得安田紀念時，正正是本場比賽的勝者Passing Shot落後其6馬位。
其後陣營經過考慮，安排其出戰於本年度升格爲一級賽的短途馬錦標，最大的對手正爲一哩冠軍賽的勝者Passing Shot。比賽開始後，Passing Shot漏閘直接處於最後的位置，因而對於青竹回憶來說最大的對手經已消失。比賽途中，其採取自己最爲拿手的後追跑法，無視前方領放馬造成的快步速。進入最後直線，前方的馬匹開始受到賽事初段快步速的影響而紛紛失速，一直處於馬群後方的青竹回憶則未有太大影響。最後200米時，其以絕佳的體力避開失速的馬匹，並於最後100米時瘋狂加速，最終以1 1/2馬位、破紀錄的1分7.8秒在一次獲得一級賽冠軍。
年末，因爲其於短途馬錦標所創下的壯舉，以177票蟬聯最佳短途馬，宣告自己經已被加冕爲初代的日本短途王者。

### 7歲（現6歲）
1991年進入7歲的青竹回憶被陣營認爲仍然可以一戰，但事與願違，青竹回憶能力不再，逐漸淪爲第一紅寶、大德日神等新進後背的背景板。
其於本年度出戰多項大賽均未能取得佳績，於寶塚紀念更以第十大敗。
最終，其出戰11月17日的一哩冠軍賽獲得第八過後，陣營便宣告了退役的消息。

### 詳細賽績
| 日期       | 舉辦國家 | 馬場 | 距離   | 級別 | 賽事名稱         | 負重 | 騎師     | 馬號 | 出馬 | 名次 | 時間   | 頭馬（二馬）      |
| ---------- | -------- | ---- | ------ | ---- | ---------------- | ---- | -------- | ---- | ---- | ---- | ------ | ----------------- |
| 14/11/1987 | 日本     | 京都 | 泥1200 |      | 3歲新馬          | 53   | 武豐     | 9    | 10   | 5    | 1:17.3 | Slew O'Best       |
| 28/11/1987 | 日本     | 京都 | 泥1400 |      | 3歳新馬          | 53   | 武豐     | 8    | 13   | 2    | 1:26.7 | Marubutsu Moses   |
| 27/12/1987 | 日本     | 阪神 | 泥1200 |      | 3歲未勝利        | 53   | 武豐     | 10   | 12   | 1    | 1:14.7 | （Chiyono Lady）  |
| 9/1/1988   | 日本     | 京都 | 泥1400 |      | 4歲400萬獎金以下 | 54   | 武豐     | 9    | 10   | 2    | 1:26.3 | Naru Ace          |
| 16/1/1988  | 日本     | 京都 | 泥1200 |      | 白梅賞           | 55   | 武豐     | 2    | 10   | 3    | 1:13.9 | Eiko Caesar       |
| 6/2/1988   | 日本     | 京都 | 泥1200 |      | 4歲400萬獎金以下 | 54   | 武豐     | 5    | 10   | 2    | 1:15.2 | Otemba Gal        |
| 6/3/1988   | 日本     | 阪神 | 草1800 |      | 4歲400萬獎金以下 | 54   | 武豐     | 4    | 12   | 1    | 1:14.0 | （Jo Esperance）  |
| 6/11/1988  | 日本     | 京都 | 泥1400 |      | 天王山特別       | 55   | 河内洋   | 5    | 14   | 3    | 1:24.9 | Dyna Agatha       |
| 27/11/1988 | 日本     | 京都 | 泥1400 |      | 桃山特別         | 55   | 松永昌博 | 7    | 12   | 1    | 1:24.5 | （Dancing Sam）   |
| 10/12/1988 | 日本     | 阪神 | 泥1200 |      | 港灣人工島錦標   | 55   | 松永昌博 | 4    | 9    | 5    | 1:12.9 | Wonder Dresser    |
| 25/12/1988 | 日本     | 阪神 | 泥1800 |      | 聖誕老人讓賽     | 55   | 松永昌博 | 11   | 16   | 14   | 1:54.2 | Dokanjo           |
| 13/1/1989  | 日本     | 京都 | 泥1400 |      | 門松錦標         | 56   | 松永昌博 | 2    | 16   | 7    | 1:23.4 | Wonder Teio       |
| 28/1/1989  | 日本     | 京都 | 泥1400 |      | 羅生門錦標       | 56   | 松永昌博 | 2    | 13   | 4    | 1:23.6 | Dancing Sam       |
| 12/2/1989  | 日本     | 京都 | 泥1800 |      | 橿原錦標         | 56   | 武豐     | 11   | 12   | 4    | 1:51.0 | Taka Raiden       |
| 5/3/1989   | 日本     | 阪神 | 泥1800 |      | 鳴門錦標         | 54   | 武豐     | 7    | 15   | 12   | 1:52.4 | Nostalgia         |
| 8/4/1989   | 日本     | 阪神 | 草1600 |      | 道頓堀錦標       | 56   | 武豐     | 6    | 10   | 1    | 1:36.5 | （Hishino Supra） |
| 6/5/1989   | 日本     | 京都 | 草1600 | OP   | 絲路錦標         | 55   | 松永昌博 | 1    | 14   | 3    | 1:35.8 | Shiyono Roman     |
| 14/5/1989  | 日本     | 東京 | 草1600 | GI   | 安田記念         | 57   | 岡部幸雄 | 14   | 17   | 1    | 1:34.3 | （Daigo Sur）     |
| 11/6/1989  | 日本     | 阪神 | 草2200 | GI   | 宝塚記念         | 56   | 松永昌博 | 13   | 16   | 5    | 2:15.4 | 稻荷一            |
| 9/7/1989   | 日本     | 中京 | 草2000 | GII  | 高松宮盃         | 57   | 松永昌博 | 9    | 14   | 2    | 1:59.3 | 目白雅丹          |
| 29/10/1989 | 日本     | 京都 | 草1400 | GII  | 天鵝錦標         | 59   | 松永昌博 | 15   | 16   | 1    | 1:21.7 | （Eagle Chateau） |
| 19/11/1989 | 日本     | 京都 | 草1600 | GI   | 一哩冠軍賽       | 57   | 武豐     | 4    | 17   | 2    | 1:34.6 | 小栗帽            |
| 26/11/1989 | 日本     | 東京 | 草2400 | GI   | 日本盃           | 57   | 松永昌博 | 5    | 15   | 13   | 2:24.2 | 好利時            |
| 5/1/1990   | 日本     | 京都 | 草2000 | GIII | 西部金盃         | 61   | 武豐     | 4    | 14   | 退賽 | 退賽   | Osaichi George    |
| 22/4/1990  | 日本     | 東京 | 草1400 | GII  | 京王盃春季盃     | 59   | 武豐     | 18   | 18   | 5    | 1:24.6 | Shin Wind         |
| 13/5/1990  | 日本     | 東京 | 草1600 | GI   | 安田記念         | 57   | 河内洋   | 11   | 16   | 6    | 1:33.4 | 小栗帽            |
| 10/6/1990  | 日本     | 阪神 | 草2200 | GI   | 宝塚記念         | 57   | 松永昌博 | 4    | 10   | 6    | 2:15.5 | Osaichi George    |
| 24/6/1990  | 日本     | 中京 | 草1200 | GII  | CBC賞            | 58   | 武豐     | 15   | 16   | 2    | 1:08.4 | Passing Shot      |
| 8/7/1990   | 日本     | 中京 | 草2000 | GII  | 高松宮盃         | 59   | 武豐     | 2    | 14   | 1    | 1:59.4 | （Shin Wind）     |
| 7/10/1990  | 日本     | 東京 | 草1800 | GII  | 每日王冠         | 59   | 河内洋   | 9    | 10   | 5    | 1:47.2 | Lucky Guerlain    |
| 28/10/1990 | 日本     | 東京 | 草2000 | GI   | 秋季天皇賞       | 58   | 武豐     | 6    | 18   | 3    | 1:58.4 | 八重無敵          |
| 19/11/1990 | 日本     | 京都 | 草1600 | GI   | 一哩冠軍賽       | 57   | 武豐     | 5    | 18   | 2    | 1:33.8 | Passing Shot      |
| 16/12/1990 | 日本     | 中山 | 草1200 | GI   | 短途馬錦標       | 57   | 武豐     | 1    | 16   | 1    | 1:07.8 | （Louis Teito）   |
| 21/4/1991  | 日本     | 東京 | 草1400 | GII  | 京王盃春季盃     | 59   | 武豐     | 5    | 18   | 4    | 1:22.1 | 第一紅寶          |
| 12/5/1991  | 日本     | 東京 | 草1600 | GI   | 安田記念         | 57   | 武豐     | 14   | 16   | 3    | 1:34.1 | 第一紅寶          |
| 9/6/1991   | 日本     | 京都 | 草2200 | GI   | 宝塚記念         | 56   | 岸滋彦   | 9    | 10   | 10   | 2:15.7 | 目白偉恩          |
| 23/6/1991  | 日本     | 中京 | 草1200 | GII  | CBC賞            | 59   | 武豐     | 4    | 11   | 9    | 1:12.1 | Fame of Lass      |
| 6/10/1991  | 日本     | 東京 | 草1800 | GII  | 毎日王冠         | 59   | 松永昌博 | 10   | 13   | 6    | 1:46.9 | Prekrasnie        |
| 26/10/1991 | 日本     | 京都 | 草1400 | GII  | 天鵝錦標         | 59   | 武豊     | 16   | 16   | 8    | 1:21.3 | K.S.Miracle       |
| 17/11/1991 | 日本     | 京都 | 草1600 | GI   | 一哩冠軍賽       | 57   | 田原成貴 | 6    | 15   | 8    | 1:35.7 | 大德日神          |

## 退役後
退役後，青竹回憶成爲了配種馬，在北海道日高町休養，於1992年進行配種。首批子嗣於1993年出生。首批子嗣可於1995年出賽。然而，由於其本身對雌馬不感興趣的性格，加上當時日本賽馬界對短距離賽事的輕視，使其未能獲得優秀的資源，子嗣成績亦不佳。
2005年繁殖季節過後由配種馬退役，返回出身地北海道浦河町青竹牧場養老。
2014年8月7日，於牧場內因衰老死亡，享年29歲。

## 血統簡介
父系Morning Frolic爲美國賽駒，生涯最佳成績僅爲一場三級賽的勝利。祖父Grey Dawn爲法國賽駒，曾經勝出一級賽撒拉曼德大賽，亦爲唯一一匹擊敗過Sea Bird的賽駒。
母系Madonna Bamboo爲日本賽駒，生涯未曾脫出條件戰級別。外祖父Moubariz爲愛爾蘭生產的法國賽駒，最佳成績爲勝出二級賽。

### 血統表
| 父線：Son-in-Law系（Dark Ronald系）    |                                |                    |                |
| 種馬 Morning Frolic 1975年（深棗色）   | Grey Dawn 1962年（灰色）       | Herbager           | Vandale        |
| 種馬 Morning Frolic 1975年（深棗色）   | Grey Dawn 1962年（灰色）       | Herbager           | Flagette       |
| 種馬 Morning Frolic 1975年（深棗色）   | Grey Dawn 1962年（灰色）       | Polamia            | Mahmoud        |
| 種馬 Morning Frolic 1975年（深棗色）   | Grey Dawn 1962年（灰色）       | Polamia            | Ampola         |
| 種馬 Morning Frolic 1975年（深棗色）   | Timely Affair 1971年（深棗色） | Bold Hour          | 勇者帝王       |
| 種馬 Morning Frolic 1975年（深棗色）   | Timely Affair 1971年（深棗色） | Bold Hour          | Seven Thirty   |
| 種馬 Morning Frolic 1975年（深棗色）   | Timely Affair 1971年（深棗色） | Friendly Relations | 新北區         |
| 種馬 Morning Frolic 1975年（深棗色）   | Timely Affair 1971年（深棗色） | Friendly Relations | Flaring Top    |
| 繁殖雌馬 Madonna Bamboo 1978年（棗色） | Moubariz 1971年（棗色）        | Sing SIng          | Tudor Minstrel |
| 繁殖雌馬 Madonna Bamboo 1978年（棗色） | Moubariz 1971年（棗色）        | Sing SIng          | Agin the Law   |
| 繁殖雌馬 Madonna Bamboo 1978年（棗色） | Moubariz 1971年（棗色）        | Musaka             | Guards Tie     |
| 繁殖雌馬 Madonna Bamboo 1978年（棗色） | Moubariz 1971年（棗色）        | Musaka             | Artemisa       |
| 繁殖雌馬 Madonna Bamboo 1978年（棗色） | Nimbus Bamboo 1964年（栗色）   | Nimbus             | Nearco         |
| 繁殖雌馬 Madonna Bamboo 1978年（棗色） | Nimbus Bamboo 1964年（栗色）   | Nimbus             | Kong           |
| 繁殖雌馬 Madonna Bamboo 1978年（棗色） | Nimbus Bamboo 1964年（栗色）   | Yashima Temple     | Theft          |
| 繁殖雌馬 Madonna Bamboo 1978年（棗色） | Nimbus Bamboo 1964年（栗色）   | Yashima Temple     | Kamimasa       |
| 雌系：號族：5-h                        |                                |                    |                |
| 五代內近親交配：Nearco 5×4             |                                |                    |                |

## 命名由來
名字中，Bamboo（バンブー）是馬主竹田辰一的冠名，來自其經營的青竹牧場的名字，Memory（メモリー）意思為「回憶」。

## 外部連結
- 青竹回憶 netkeiba.com （页面存档备份，存于）
- 血統表 （页面存档备份，存于）